# Ilja Cziżewski
Ilja Pietrowicz Cziżewski (ros. Илья Петрович Чижевский;  ur. 5 lutego 1978 w Leningradzie) – rosyjski bankowiec.

## Życiorys
Po ukończeniu Petersburgskiego Uniwersytetu Technicznego w 2000 roku pracował w koncernie Kraft Foods. W roku 2003 rozpoczął karierę w zakresie finansów i bankowości. Z początku został zatrudniony w moskiewskim oddziale  Citibanku, gdzie rozwijał alternatywne kanały sprzedaży i produkty kredytowe. W latach 2006–2012 piastował kierownicze stanowiska w GE Capital. W czerwcu 2013 dołączył do grupy OTP Banku, gdzie od listopada 2015 pełni obowiązki prezydenta filii w Rosji. Jest notowany na tworzonej przez gazetę Kommiersant liście "Top-1000 rosyjskich menadżerów".